# Clotilde (fille de Clovis Ier)
Pour les articles homonymes, voir Clotilde.
Clotilde la Jeune, aussi appelée Chrothieldis ou Chrothilda, est la fille de Clovis, issue de son union avec une princesse burgonde prénommée également Clotilde (seconde femme de Clovis).

## Biographie
En 511, après la mort de son père, le royaume des Francs est divisé entre cinq des enfants de Clovis. Clotilde la Jeune reçoit le royaume de Toulouse, qui couvre la plus grande partie de l'Aquitaine actuelle.
Son mariage en 526 avec Amalaric, roi des Wisigoths, permet de sceller la paix entre ces derniers et les héritiers de Clovis. Selon Grégoire de Tours, elle est maltraitée par ce dernier parce qu'elle veut rester catholique, malgré l'arianisme de son époux. Elle adresse à son frère Childebert un mouchoir taché de sang en guise de preuve. Ce dernier, encouragé par sa mère, vient assassiner Amalaric et ramène sa sœur, mais Clotilde meurt sur le retour.   
Cependant selon Bruno Dumézil cette hypothèse est assez peu crédible « du fait qu'Amalaric avait lui-même accepté la mixité religieuse de son couple en demandant la main d'une princesse franque. Dans les faits, Childebert avait besoin d'une excuse pour attaquer l'Espagne wisigothique ».  
Elle est enterrée auprès de Clovis Ier, dans la basilique des Saints-Apôtres, devenue plus tard l'abbaye Sainte-Geneviève.